# 意味作用
意味作用（いみさよう）とは記号学用語の一つ。ある表現された記号がそのままその事柄を意味するということである。例えばタヌキを意味するならば、タヌキの絵を示すということでこれが成り立つということである。この場合ならば文字で表現されている「タヌキ」を示したとしてもタヌキは意味されないということである。